# Mambächel

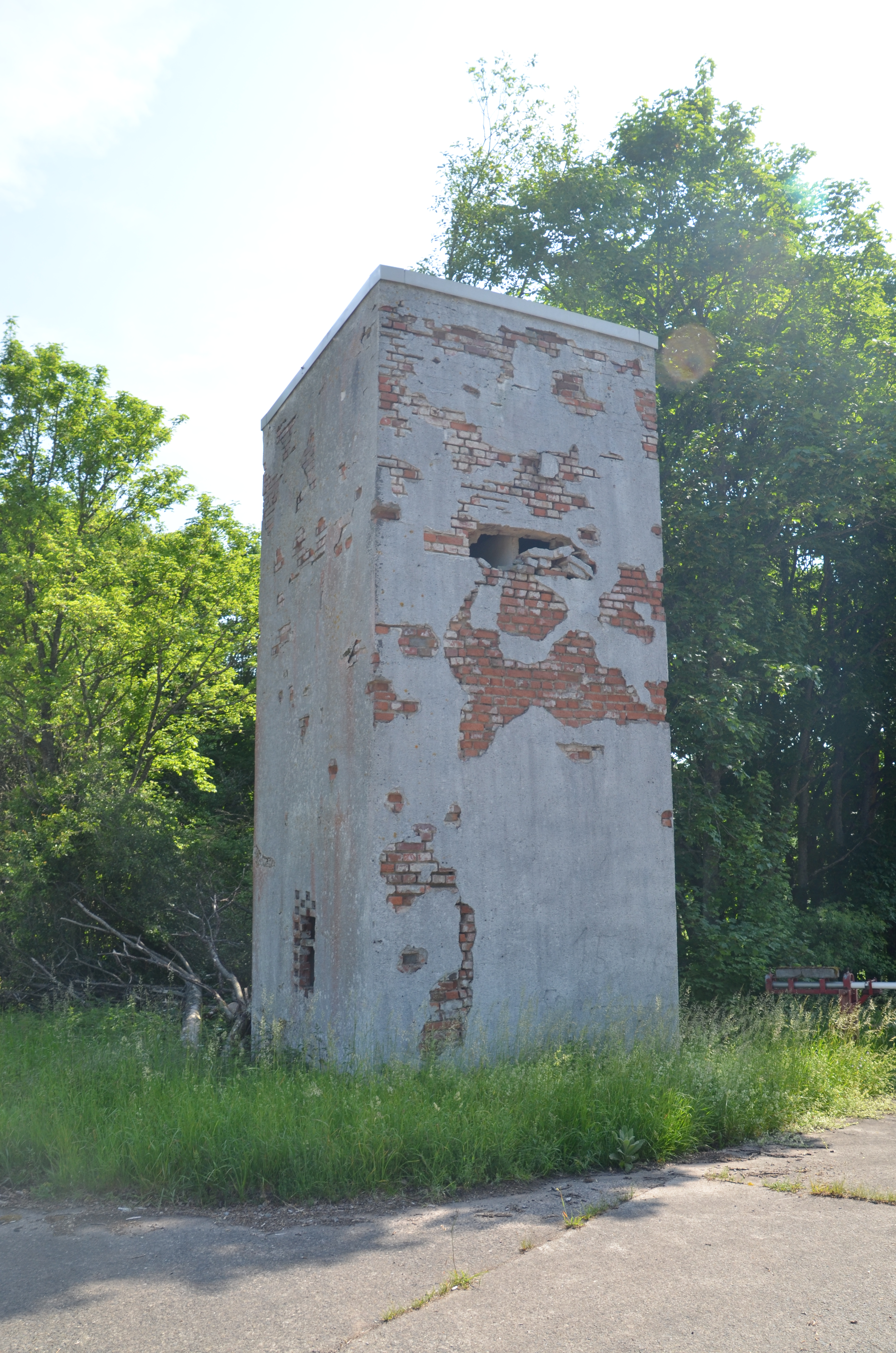
Das letzte Gebäude von Mambächel, das Trafohäuschen

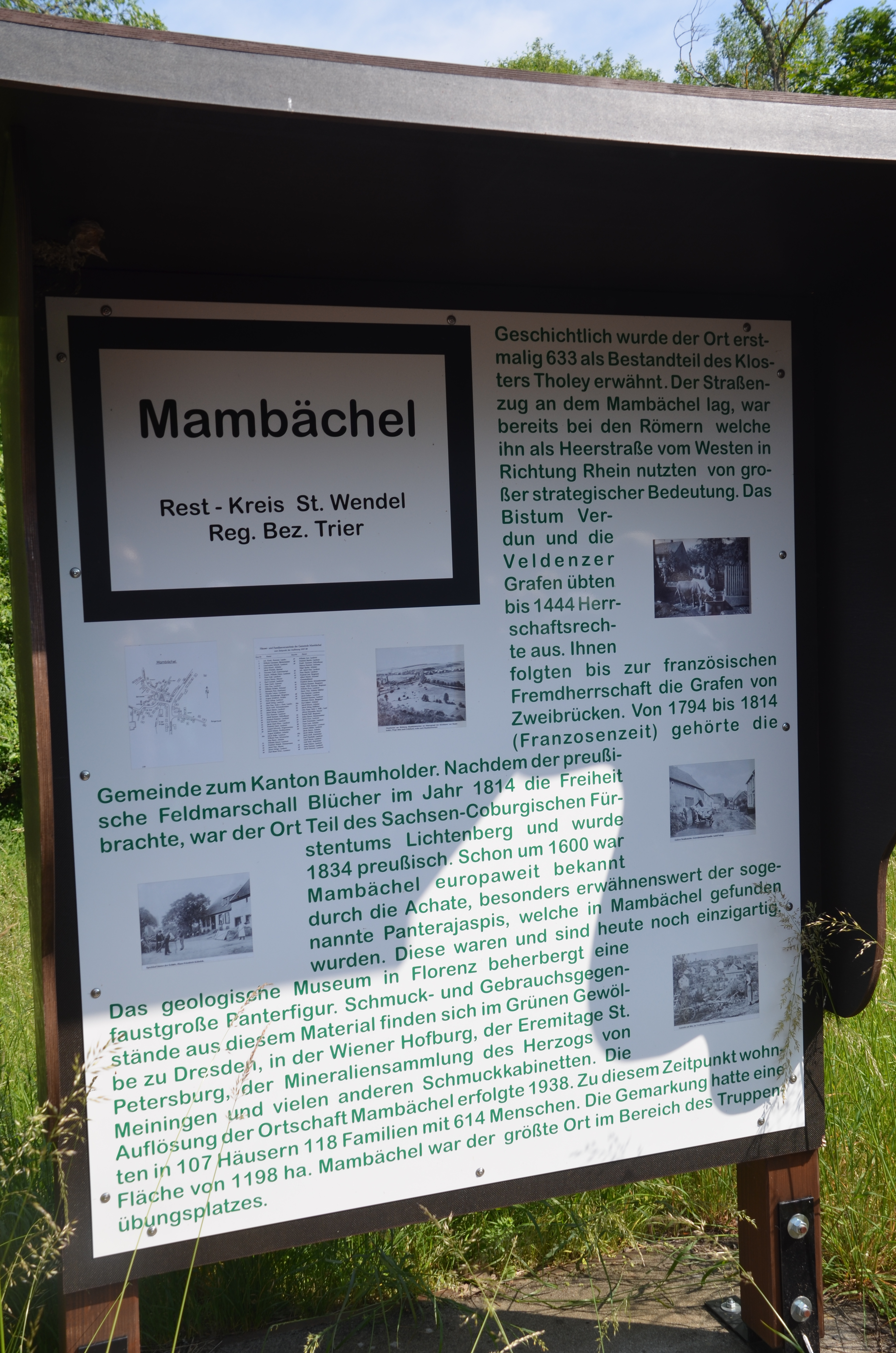
Erinnerungstafel

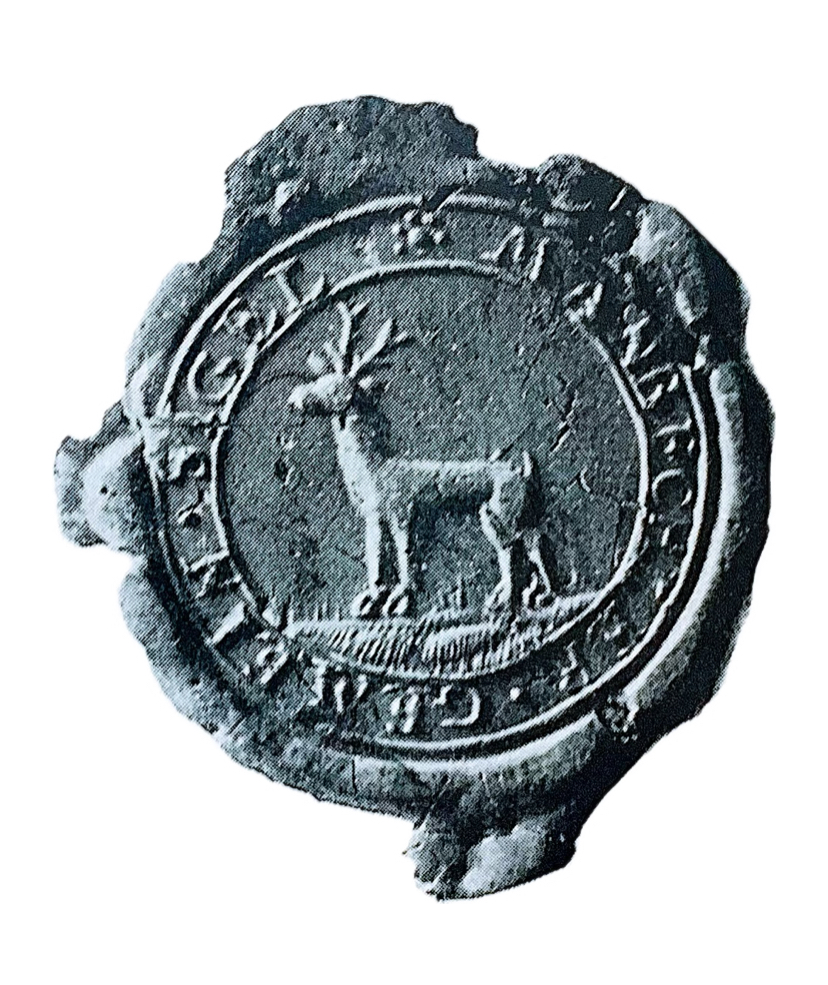
Siegelabdruck auf einem Brief der Gemeinde Mambächel von 1763 (Staatsarchiv Koblenz, Abt. 24 Nr. 779)

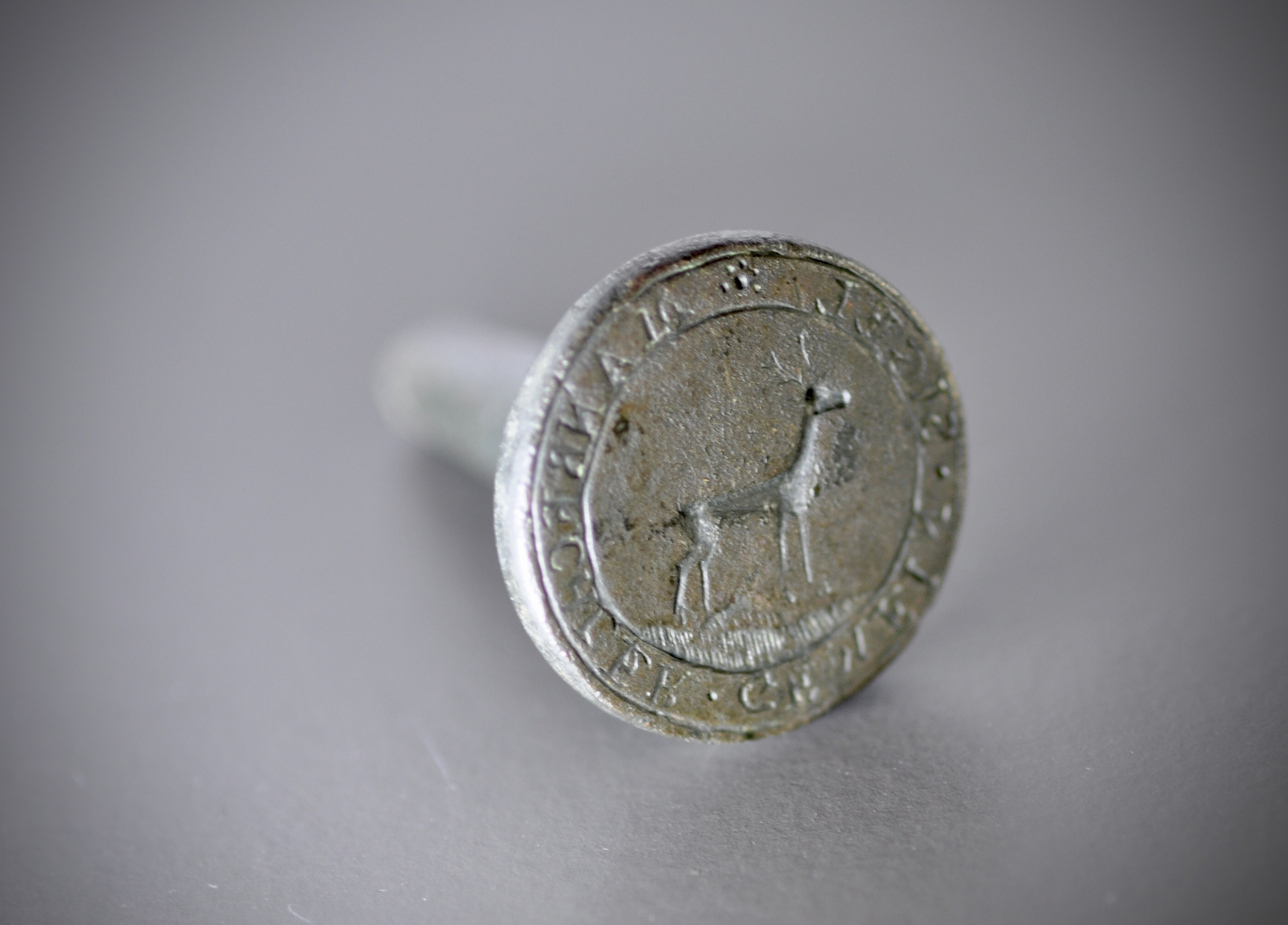
Original Petschaft zu dem abgebildeten Gemeindesiegel von 1763. Bodenfund aus Mittelbollenbach (1972). Privatbesitz

Mambächel war ein Ort nördlich von Baumholder, der 1938 bei Errichtung des Truppenübungsplatzes Baumholder geräumt und zur Wüstung wurde. 1933 hatte der Ort noch 620 Einwohner.
Mambächel wurde 633 erstmals genannt. Bis zum Ende des 18. Jahrhunderts gehörte der Ort zum Herzogtum Pfalz-Zweibrücken und war der Schultheißerei Baumholder im Oberamt Meisenheim zugeordnet. 1790 lebten 85 Familien im Dorf Mambächel und dem dazugehörenden Weiler Mambächeler Höfe. Die Gemarkung umfasste rund 1200 Hektar. In der sogenannten Franzosenzeit gehörte die Gemeinde Mambächel von 1798 bis 1814 zum Kanton Baumholder im Saardepartement. Im Jahr 1817 war er Teil des sachsen-coburgischen Fürstentums Lichtenberg und kam mit diesem 1834 zum preußischen Kreis St. Wendel in der Rheinprovinz.
Die Einwohner gehörten der Reformierten Kirche an und waren nach Baumholder eingepfarrt. Im 16. Jahrhundert ist im Ort eine Filialkirche von Baumholder belegt. Zuletzt gehörten sie zur evangelischen Kirchengemeinde Baumholder.
Der nordöstlich des Ortes gelegene Mambächeler Hof bestand zuletzt aus zwölf Häusern und war eine Ausgründung von Dorfbewohnern aus dem Hauptort, die zwischen 1750 und 1770 angelegt wurde. Auch diese Siedlung ging mit der Einrichtung des Truppenübungsplatzes unter.
Die frühere Gemarkung von Mambächel gehört seit 1994 zur Stadt Baumholder.